# گوووبووشچزنا
گوووبووشچزنا (به لاتین: Gołubowszczyzna) یک روستا در لهستان است که در گمینا میلیچتسه واقع شده‌است.